# أسقف عصر النهضة الأسكتلندية المطلية

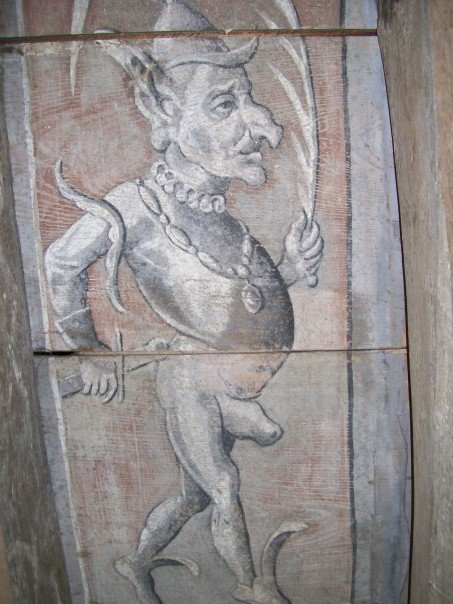

الأسقف المطلية من عصر النهضة في اسكتلندا، هي أسقف مزخرفة في المنازل والقلاع الأسكتلندية التي بُنيت بين عامي 1540 و1640. يتميز هذا الأسلوب بأنه أسلوب وطني مميز، على الرغم من وجود أرضية مشتركة مع أعمال مماثلة في مكان آخر في كل من فرنسا واسبانيا والدول الاسكندنافية. سُجل مثال في إنجلترا في ويكهام، هامبشاير عام 1974.
رُسمت معظم الأمثلة الباقية ببساطة على الألواح والجوائز التي تشكل أرضية الغرفة. كانت الغرف أو المعارض في طوابق العلية مكسوة بالكامل بورق الصنوبر الرقيق ومطلية. استُبدلت هذه الموضة بأعمال الجبس المزخرفة وأحيانًا كانت تُفصل الأسقف المطلية لتشكيل شرائح جديدة للطلاء الجديد.

## الطلاء الرسامين
تكون الطلاء المستخدم من بوش البروتين المصنوع من بقايا جلد الجدي المسماة «سكرويس» مع الطبشور والأصباغ بما فيها المغرة الطبيعية ومسحوق الزنجفر والرهج الأصفر الممزوج غالبًا مع النيلي لتشكيل درجات الأخضر النابض بالحياة. استورد خشب الصنوبر من النرويج وعُثر على العديد من أسماء الرسامين في السجلات المعاصرة، ولكن لم يُعرف حتى الآن من خلال البحوث الأرشيفية لأي فنان ينتمي كل سقف من الأسقف الناجية. مع ذلك، سُجل في عام 1554، أن رسامي أدنبرة اعتدوا بقيادة والتر بينينغ على شخص غريب، هو دايفيد واركمان الذي كان يطلي أحد الأسقف. رسم والتر بينينغ الرواق الشمالي الجديد لقصر هوليرود في عام 1577. استقرت عائلة واركمان في بورنتيسلاند، فايف في تسعينيات القرن السادس عشر. وقع جون ستالكر على ممر سكيلمورلي في لارغز، وقد تكون الأحرف الأولى «آي إم» المرسومة في قلعة ديلغاتي تعود للرسام جون ميلين أو ميلفيل. يبدو أن الأغنياء من طبقة التجار والأرستقراطيين هم من يستطيعون فقط تحمل تكلفة هذه الزخرفة، على الرغم من أن الصورة غير متوازنة لأن التصميمات الداخلية الأكثر تواضعًا لم تنج.

## أنواع الأنماط
تحتوي المجموعة الأكبر من هذه الأسقف على أنماط من الفاكهة والزهور، وربما تكون قد صورت أطراف بساط حائط زخرفي. تضمنت بعض الأسقف في صالات العرض في أعلى المباني، نقوشًا ذات مشاهد من الكتاب المقدس أو مشاهد رمزية. يستخدم آخرون زخرفة عصر النهضة المشوهة بما تتضمن من شعارات رمزية. كان هناك معرض في مبنى مهدم في أدنبرة في كاسيل هيل، مع مشاهد من نهاية العالم ومشهد المسيح النائم في العاصفة في خور فورث مع خلفية يظهر فيها خط الأفق لرويال مايل في أدنبرة مثلما يُشاهد من فايف. تُحفظ بعض الشظايا في متاحف اسكتلندا الوطنية، منها بعض الأسقف المطلية بصفوف من الدروع التي تحمل شعارات النبالة والمعرض في قلعة إيرشال وقلعة كوليرني في فايف وسقف في شارع لينليثغو هاي ومنزل نونراو في لوثيان الشرقية.